# متلازمة العظم المكعب

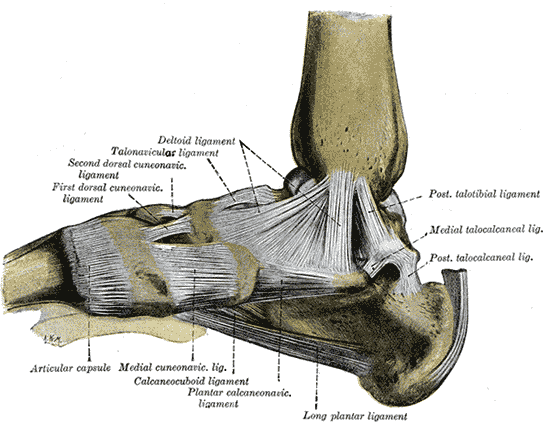

متلازمة العظم المكعب، هي حالة تأتي نتيجة إصابة طفيفة في المفصل العقبي المكعباني والأربطة المحيطة بعظمة المكعب وهي واحدة من أصل السبع العظام الرصغية الموجودة في القدم البشرية.
تظهر هذه الحالة غالبًا على شكل ألم في جانب القدم (جانب خنصر القدم). وفي بعض الأحيان ألم في القدم عامة. متلازمة العظم المكعب هي متلازمة شهيرة، ولكنها غير معروفة نسبيًا، وتعرف بالعديد من الأسماء بما في ذلك التهاب الأعصاب الأخمصي الوحشي الجانبي، متلازمة صدع العظم المكعب، عظم المكعب الساقط، عظم المكعب الصلب غير المتحرك.

## العلامات والأعراض
عادة ما يسعى المريض المصاب بتلك المتلازمة إلى الحصول على المشورة الطبية والاهتمام اللازم بسبب الألم، عدم الراحة، الضعف على طول جانب القدم، المشطين الرابع والخامس، المفصل العقبي المكعباني. كذلك قد ينتشر الألم في جميع أنحاء القدم. قد ينشأ الضعف أيضًا على وتر العضلة الشظوية الطويلة وهنا قد يُلاحظ الألم عند المشي، يمكن ملاحظة الألم أيضًا عند الوقوف على إبهام القدم، لوي قوس القدم، لأن هذه الحركات تعتمد على استعمال المفصل العقبي المكعباني وأربطته والتي تكون مرهقة ومتوترة بشكل ملاحظ عند المريض الذي يعاني من متلازمة القدم المكعب. أيضًا، قد يحدث الألم فجأة أو يتطور تدريجيًا ويستمر مع مرور الوقت. وفي بعض الأحيان يكون الألم متقطعًا إذ يهدأ جزئيًا أو كليًا لفترة من الوقت ثم يعود مجددًا.

## الأسباب
قد يصاب المريض بهذه المتلازمة من خلال إصابة القدم (على سبيل المثال، التواء في الكاحل) أو عن طريق الإجهاد المتكرر للقدم بمرور الوقت، لكن الأسباب الدقيقة لمتلازمة القدم المكعب لا تزال غير واضحة ولكن اقترحت العديد من الأفكار. مثل كبَّ القدم المفرط، الإصابة المفرطة للقدم، التواءات الكاحل المنقلبة، والفكرة الشائعة هي أن العظم المكعب يندفع بقوة بينما يتم قلب أو عكس العظم العقبي ما يؤدي إلى عدم التناسق في المفصل العقبي المكعباني، تصيب هذه الحالة بشكل أساسي الرياضيين، خاصة أولئك الذين تعرضهم رياضتهم لمجهود كبير على القدم مثل القفز أو الجري كذلك راقصات الباليه، كذلك الذين يضعون المزيد من الضغط والجهد على أقدامهم أثناء المناورات الجانبية مثل لاعبي التنس وكرة السلة. قد تستمر متلازمة القدم المكعب حتى لو كان المريض يشارك في العلاج الطبيعي المنتظم. أيضًا قد يلعب شكل ونوع القدم عاملًا مهما للإصابة بتلك المتلازمة.

## عوامل الخطر
يوجد الكثير من العوامل التي تزيد من احتمالية الإصابة بتلك المتلازمة مثل السمنة المفرطة، عدم رضوخ منتصف الرصغ، الأحذية غير المناسبة، التمارين الجسدية، عدم التعافي كليًا من إصابة جسدية سابقة، التمرين على أرض غير مستوية، التواء الكاحل.

## التشخيص
التعريف الحقيقي هو عندما ينزلق مكعب القدم أو يخرج من موضعه وراء المشطين الرابع والخامس. لكن على الرغم من عدم وجود اختبارات تشخيصية مثبتة لمتلازمة القدم المكعبة، فقد تم وصف نوعين من الاختبارات السريرية، تقريب منتصف الرصغ نحو المحور، بسط منتصف الرصغ، أثناء اختبار التقريب يتم تحريك مفصل منتصف الرسغ بشكل سلبي في مستوى العرض (حول
يتم علاج تلك المتلازمة ويعود معظم المرضى إلى المستوى الطبيعي من النشاط بمجرد السيطرة على الألم. المحور العلوي السفلي) بينما يتم تثبيت المفصل العقبي، تضغط هذه الحركة على الجانب الوسطي للمفصل العقبي مشتتة انتباه الجانب الجانبي للقدم، أما اختبار البسط فهو مشابه لاختبار التقريب بإضافة انقلاب للمستوى الأمامي وأخمص القدم (المستوى السهمي). قد يتم الشعور بالألم عندما يتم تحريك عظمة المكعب بشكل سلبي ضهريًا أو أخمصيًا وتكون هذه الحركة غير مرنة عندما تكون عظمة المكعب صلبة ومغلقة. حتى الآن لم يتم تحديد دقة التشخيص لهذين الاختبارين.

## العلاج
بمجرد التشخيص، قد يعالج الأخصائي هذه المتلازمة عن طريق الخلع الجزئي لعظمة المكعب وإرجاعها إلى مكانها وهذا إذا لم يكن هناك أي موانع مثل النقرس، التهاب المفاصل، وأمراض وكسور العظام والأمراض العصبية الوعائية. ويجب أن يتم العلاج على يد أخصائي محترف مثل أخصائي الأقدام، أخصائي العلاج اليدوي، أخصائي العظام، أخصائي العلاج الطبيعي، كذلك يأخد العديد من الاعتبارات الأخرى مثل إزالة العوامل المسببة له كالسمنة والمجهود المفرط، لحسن الحظ عادة ما.